# Geoemydidae
Geoemydidae (por vezes chamada de Batagurinae) é uma família de tartarugas contendo aproximadamente 75 espécies conhecidas, que podem variar de 10 a 80 centímetros no comprimento e são encontradas nas regiões tropicais e subtropicais da Eurásia e norte da África. Existe apenas um gênero (Rhinoclemmys) encontrado na América do Sul. A maioria das espécies vive na água doce, mas algumas são encontradas em costas marinhas ou florestas tropicais. Enquanto muitas possuem hábitos herbívoros, também há espécies carnívoras ou omnívoras.

## Gêneros
- Subfamília Batagurinae
  - Batagur
  - Geoclemys
  - Hardella
  - Morenia
  - Pangshura

- Subfamília Geoemydinae
  - Chinemys
  - Cuora
  - Cyclemys
  - Geoemyda
  - Leucocephalon
  - Malayemys
  - Heosemys
  - Mauremys
  - Melanochelys
  - Notochelys
  - Ocadia
  - Orlitia
  - Rhinoclemmys
  - Sacalia
  - Siebenrockiella
  - Vijayachelys